# Travis Smith
Travis Smith (n. 29 aprilie 1982 în Bainbridge, Georgia) este un muzician american, fost baterist al formației heavy metal Trivium. În Metal Hammer's Golden Gods Awards 2006, Travis a primit premiul "Best Drummer in the Universe" (cel mai bun baterist din univers).

## Echipament
Baterie:
- Două 20"x24" Kick drums
- 7"x8" Tom Tom
- 8"x10" Tom Tom
- 9"x12" Tom Tom
- 10"x14" Tom Tom
- 16"x16" Floor Tom
- 16"x18" Floor Tom
- 7"x14" Snare Drum
- 6", 8", 22", 24" Acrylic Deccabons
- Ddrum Precision Cast Mesh Pad
- Ddrum 4SE Module

Hardware:
- Gibraltar: drum rack and a lot of other hardware and components and 2xIron Cobra pedals.

Heads:
- Aquarian (see specs above)

Cymbals:
- Sabian: AAX Stage Hats 14",
- AAX X-Plosion Crash 17 & 19",
- HH Power Bell Ride 22",
- Paragon Chinese 19",

AAX-Xtreme Chinese 19" (x2), 
- HHX Evolution O-Zone Crash 20",
- HHX Evolution O-Zone Crash 18".

Sticks:
- Ahead Signature